# Bernadette Isaac-Sibille
Pour les articles homonymes, voir Isaac, Isaac-Sibille et Sibille.
Bernadette Isaac-Sibille est une femme politique française, née le 30 mars 1930 à Lyon (Rhône) et morte le 2 janvier 2021 à Lyon.

## Biographie

### Famille
Née Sibille, elle épouse le 14 janvier 1956 Alain Isaac, mort en avril 2017. Elle est la mère de quatre enfants, dont le député MoDem, élu sous la bannière LaREM, Cyrille Isaac-Sibille.

### Élue locale
Bernadette Isaac-Sibille est élue maire du 5e arrondissement de Lyon en 1983. Elle est conseillère d'arrondissement et conseillère municipale de 1977 jusqu'à sa démission en 1995.
En 1999, elle démissionne de l'Union pour la démocratie française pour contester l'élection d'Anne-Marie Comparini à la présidence du conseil régional de Rhône-Alpes, à la place de Charles Millon. Pour les municipales de 2001, elle emmène la liste « milloniste » DLC qui réalise 25,63 % contre 23,76 % pour Michel Mercier, le candidat RPR-UDF-DL-RPF. Elle est battue au second tour par la candidate socialiste Alexandrine Pesson avec 50,73 % contre 49,27 %.
Elle se présente aux cantonales de 1985 dans le canton de Lyon-V, elle y sera réélue en 1992 au second tour dans une triangulaire avec 53,72 % face aux candidats PS et FN. Elle est reconduite dans son mandat en 1998 avec 52,89 % des suffrages. Elle a été membre de la commission Culture et Éducation quand elle siégeait au Conseil général du Rhône.

### Députée
Elle est élue aux législatives en 1988 dans la 1re circonscription du Rhône avec 51,44 % des voix face au candidat PS Gérard Collomb. Elle est réélue en 1993 avec 70,65 % face à un candidat FN. Elle se représente pour la troisième fois en 1997, elle passe le 1er tour en tête avec 30,43 % et bat Gérard Collomb au second tour avec 51,31 %.
Lors des élections législatives de 2002, c'est Anne-Marie Comparini, son ancienne suppléante, qui reçoit l'investiture de l'UMP et de l'UDF. Bernadette Isaac-Sibille se représente alors sous l'étiquette divers droite, mais elle ne dépasse pas le 1er tour avec 12,10 %. Elle refuse de soutenir Comparini au second tour, lui reprochant sa « trahison » de 1999.

## Synthèse des fonctions et des mandats
Mandats locaux
- 1983 - 1989 : Maire du 5e arrondissement de Lyon
- 1985 - 1992 : Conseillère générale du Canton de Lyon-V
- 1992 - 1998 : Conseillère générale du Canton de Lyon-V
- 1998 - 2004 : Conseillère générale du Canton de Lyon-V

Mandats parlementaires
- 12 juin 1988 - 1er avril 1993 : Députée de la 1re circonscription du Rhône
- 28 mars 1993 - 21 avril 1997 : Députée de la 1re circonscription du Rhône
- 1er juin 1997 - 18 juin 2002 : Députée de la 1re circonscription du Rhône